# Айдогдыев, Мухаммедмурад Ходжалиевич
Мухаммедмурад (Мухамметмырат) Ходжалиевич Айдогдыев (туркм. Muhammetmyrat Aýdogdyýew) — туркменский государственный деятель.

## Биография
Родился в 1967 году.
Окончил Казанский химико-технологический институт по специальности  инженер-механик (1992). Работал начальником смены аммиачного цеха Туркменского завода азотных удобрений.
С 1996 года по 2014 год в производственном объединении «Марыазот»: мастер смены, начальник смены,  заместитель начальника, начальник аммиачного цеха, заместитель директора по производству — главный инженер производственного объединения.
С 2014 года заместитель председателя, с 26.12.2015 врио председателя, 28.02.2016 — 12.05.2017 — председатель Государственного концерна «Туркменхимия».
С 12.05.2017 — заместитель Председателя Кабинета Министров Туркменистана по вопросам промышленности (сменил на этом посту скоропостижно умершего Батыра Эрешова).
Постановлением Президента от 26.01.2018 назначен генеральным директором Гарлыкского калийного горно-обогатительного комбината Государственного концерна «Туркменхимия».